# Natalie Portman

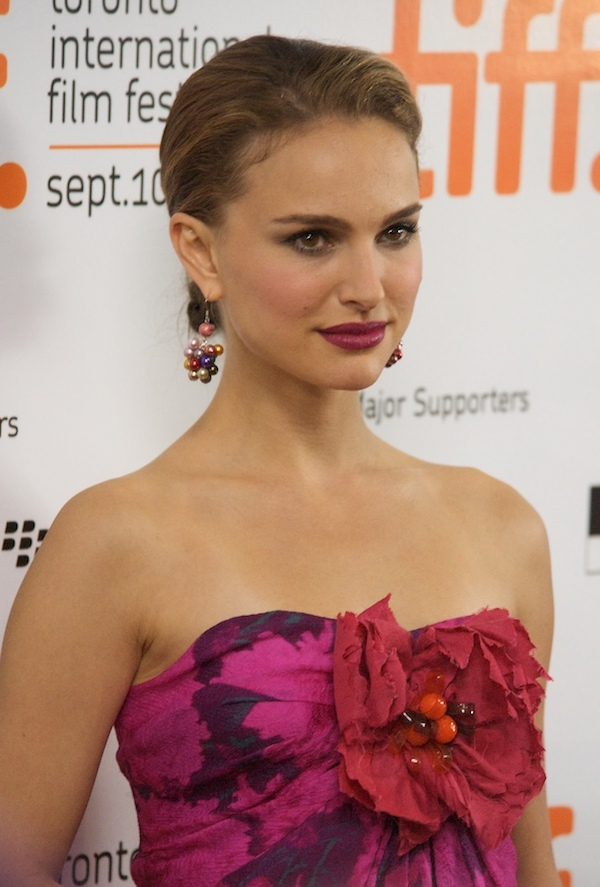
Portman podczas premiery Miłość i inne komplikacje na festiwalu w Toronto (2009)

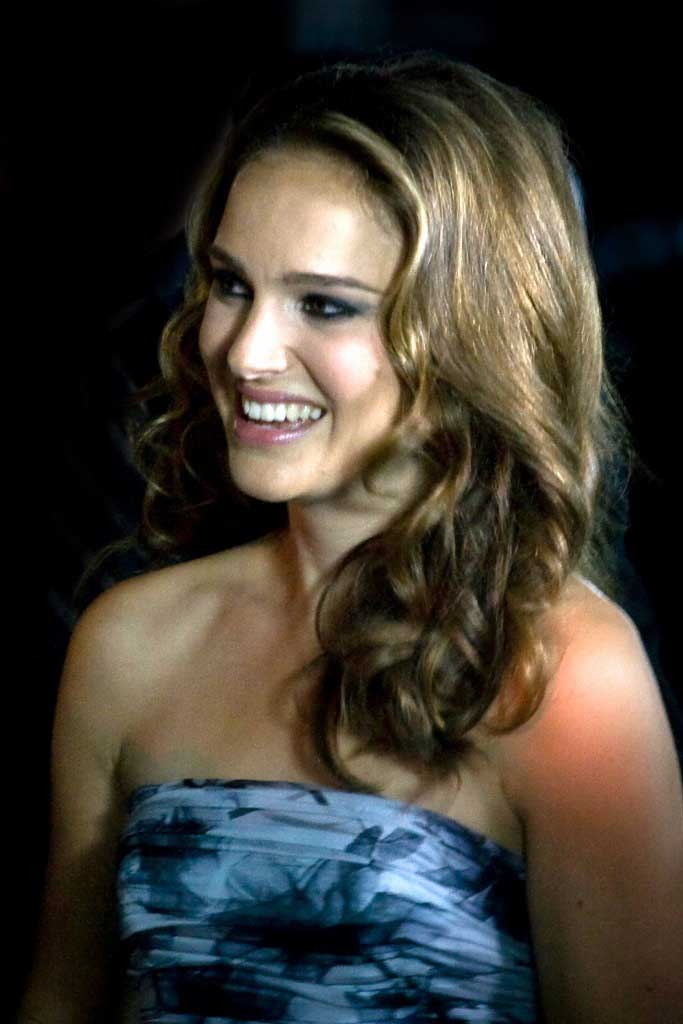
Aktorka na premierze Czarnego łabędzia (2010)

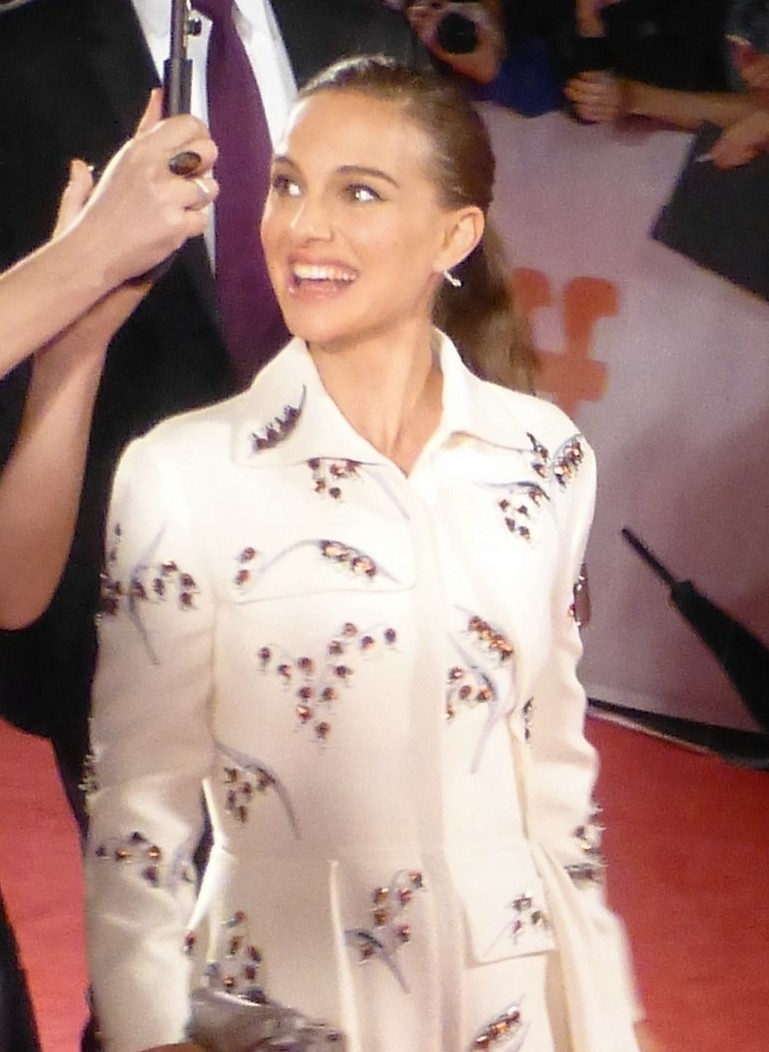
Na festiwalu w Toronto (2016)

Natalie Portman (hebr. ‏נטלי פורטמן, ur. 9 czerwca 1981 w Jerozolimie) – amerykańsko-izraelska aktorka, producentka filmowa i reżyserka. Rozpoznawalność zdobyła już jako trzynastolatka, występując w kultowym filmie Leon zawodowiec (1994), w którym zagrała główną rolę.
Portman jest laureatką wielu prestiżowych nagród filmowych, w tym Oscara, Złotego Globu oraz nagrody BAFTA za najlepszą rolę pierwszoplanową w filmie Czarny łabędź (2010). Jej kariera obejmuje również występy w takich filmach jak V jak Vendetta (2005), Jackie (2016), Anihilacja (2018) oraz role Jane Foster w Marvel Cinematic Universe i Padmé Amidali w Gwiezdnych wojnach.

## Kariera
Natalie Portman (właśc. Neta-li Herszlag, hebr. ‏נטלי הרשלג‎), urodziła się w Jerozolimie. Jej matka, Shelley Stevens, jest malarką amatorką i jej agentką, pochodzi z Cincinnati w Ohio. Ojciec, Avner Hershlag, jest izraelskim ginekologiem. Jej rodzice są Żydami pochodzenia aszkenazyjskiego, matka jest potomkinią emigrantów z Austrii i Rosji, zaś ojciec jest potomkiem emigrantów z Polski. Pochodząca z Rumunii prababka ze strony ojca w czasie II wojny światowej była brytyjskim szpiegiem, dziadek ze strony ojca pochodził z Rzeszowa (a jego rodzice zginęli w Auschwitz-Birkenau). Gdy Natalie Portman miała 3 lata, jej rodzice przenieśli się do Waszyngtonu, w 1988 przenieśli się do New Haven, a w 1990 rodzina wyjechała z kolei do Nowego Jorku, na Long Island.
Jako dziewczynka Natalie Portman uczyła się baletu i tańca nowoczesnego w American Theater Dance Workshop oraz występowała w przedstawieniach w Usdan Theater Arts Camp, m.in. w Fiorello czy Annie Get Your Gun. Uczyła się języka francuskiego, japońskiego, niemieckiego oraz arabskiego.
W wieku 11 lat została zauważona przez agenta koncernu Revlon, który proponował jej pracę modelki dziecięcej. Portman odrzuciła propozycję, lecz wykorzystała okazję, by pozyskać agenta aktorskiego. Niedługo później zadebiutowała w, z czasem kultowym, filmie Luca Bessona Leon zawodowiec (1994). By chronić prywatność, przyjęła nazwisko Portman, które było panieńskim nazwiskiem jej babki od strony ojca.
Wzięła udział w przesłuchaniach do głównej roli żeńskiej w filmie Baza Luhrmanna Romeo i Julia (William Shakespeare’s Romeo and Juliet, 1996), uwspółcześnionej ekranizacji powieści Williama Szekspira. W 2003 ukończyła studia licencjackie z psychologii na Uniwersytecie Harvarda. Zasiadała w jury konkursu głównego na 61. MFF w Cannes (2008). Za główną rolę w filmie Czarny łabędź (2010) otrzymała Oscara oraz Złoty Glob.

## Życie prywatne
4 sierpnia 2012 poślubiła choreografa Benjamina Millepieda, z którym ma syna Alepha (ur. 2011) i córkę Amalię (ur. 2017). Rozwiedli się w 2024 roku.
Portman ma podwójne, amerykańsko-izraelskie obywatelstwo.

## Filmografia

### Filmy fabularne
- 1994: Leon zawodowiec (Léon) jako Matylda
- 1994: Developing jako Nina
- 1995: Gorączka (Heat) jako Lauren Gustafson
- 1996: Piękne dziewczęta (Beautiful Girls) jako Marty
- 1996: Wszyscy mówią: kocham cię (Everyone Says I Love You) jako Laura Dandridge
- 1996: Marsjanie atakują! (Mars Attacks!) jako Taffy Dale
- 1999: Gwiezdne wojny: część I – Mroczne widmo (Star Wars: Episode I – The Phantom Menace) jako królowa Amidala / Padmé Amidala
- 1999: Wszędzie byle nie tu (Anywhere But Here) jako Ann August
- 2000: Gdzie serce twoje (Where the Heart Is) jako Novalee Nation
- 2002: Gwiezdne wojny: część II – Atak klonów (Star Wars: Episode II – Attack of the Clones) jako senator Padmé Amidala
- 2003: Wzgórze nadziei (Cold Mountain) jako Sara
- 2004: Powrót do Garden State (Garden State) jako Sam
- 2004: Prawda (True) jako Francine
- 2004: Bliżej (Closer) jako Alice
- 2005: Domino One jako Dominique Bellamy
- 2005: Gwiezdne wojny: część III – Zemsta Sithów (Star Wars: Episode III – Revenge of the Sith) jako senator Padmé Amidala
- 2005: Free Zone jako Rebecca
- 2005: V jak vendetta (V for Vendetta) jako Evey Hammond
- 2006: Zakochany Paryż (Paris, je t’aime) jako Francine (nowela „Faubourg Saint-Denis”)
- 2006: Duchy Goi (Goya’s Ghosts) jako Inés / Alicia
- 2007: Jagodowa miłość (My Blueberry Nights) jako Leslie
- 2007: Hotel Chevalier jako dziewczyna Jacka
- 2007: Pociąg do Darjeeling (The Darjeeling Limited) jako była dziewczyna Jacka
- 2007: Pana Magorium cudowne emporium (Mr. Magorium’s Wonder Emporium) jako Molly Mahoney
- 2008: Kochanice króla (The Other Boleyn Girl) jako Anna Boleyn
- 2009: Zakochany Nowy Jork (New York, I Love You) jako Rifka (nowela „Mira Nair”)
- 2009: Miłość i inne komplikacje (Love and Other Impossible Pursuits) jako Emilia Greenleaf
- 2009: Bracia (Brothers) jako Grace Cahill
- 2010: Hesher jako Nicole
- 2010: Czarny łabędź (Black Swan) jako Nina Sayers
- 2011: Sex story (No Strings Attached) jako Emma
- 2011: Thor jako Jane Foster
- 2011: Wasza wysokość (Your Highness) jako Isabel
- 2013: Thor: Mroczny świat (Thor: The Dark World) jako Jane Foster
- 2015: Opowieść o miłości i mroku (A Tale of Love and Darkness) jako Fania Oz
- 2015: Niepokonana Jane (Jane Got a Gun) jako Jane Hammond
- 2015: Rycerz pucharów (Knight of Cups) jako Elizabeth
- 2016: Planetarium jako Laura Barlow
- 2016: Jackie jako Jacqueline Kennedy
- 2017: Song to Song jako Rhonda
- 2018: Anihilacja jako Lena
- 2018: Vox Lux jako Celeste
- 2018: The Death and Life of John F. Donovan jako Sam Turner
- 2019: Avengers: Koniec gry (Avengers: Endgame) jako Jane Foster
- 2019: Lucy in the Sky jako Lucy Cola
- 2020: Dolphin Reef (głos) jako narrator, film dokument.
- 2022: Thor: Miłość i grom (Thor: Love and Thunder) jako Jane Foster
- 2023: Obsesja (May December) jako Elizabeth Berry[21]
- 2025: Fontanna młodości (Fountain of Youth) jako Charlotte Purdue

### Seriale telewizyjne

Natalie Portman na planie Free Zone (2005)

- 2004: Ulica Sezamkowa (Sesame Street) jako Natalie (2 odc.)
- 2007, 2012: Simpsonowie (The Simpsons) jako Darcy (głos, 2 odc.)
- 2021: A gdyby…? (What If…?) jako Jane Foster (głos, 1 odc.)
- 2024: Kobieta z jeziora (Lady in the Lake) jako Maddie Schwartz (miniserial, 7 odc.)

### Reżyser
- 2008: Eve
- 2009: Zakochany Nowy Jork (New York, I Love You, nowela „Natalie Portman”)
- 2015: Opowieść o miłości i mroku (A Tale of Love and Darkness)

### Scenarzystka
- 2008: Eve
- 2009: Zakochany Nowy Jork (New York, I Love You, nowela „Natalie Portman”)
- 2015: Opowieść o miłości i mroku (A Tale of Love and Darkness)

### Producentka filmowa
- 2009: Miłość i inne komplikacje (Love and Other Impossible Pursuits) (producent wykonawczy)
- 2010: Hesher

## Nagrody
- Nagroda Akademii Filmowej Najlepsza aktorka pierwszoplanowa: 2010 Czarny łabędź
- Złoty Glob
  - Najlepsza aktorka w filmie dramatycznym: 2010 Czarny łabędź
  - Najlepsza aktorka drugoplanowa: 2004 Bliżej
- Nagroda BAFTA Najlepsza aktorka pierwszoplanowa: 2010 Czarny łabędź
- Nagroda Gildii Aktorów Ekranowych Najlepsza aktorka pierwszoplanowa: 2010 Czarny łabędź